# Expressionnisme rhénan
L'Expressionnisme rhénan est le groupe d'avant-garde des artistes qui se sentent liés à l'expressionnisme, cultivent un style de peinture expressif avec des couleurs vives et des formes simplifiées et sont basés en Rhénanie. August Macke invente le terme en 1913. Les peintres n'ont pas de conception artistique commune, mais reprennent des tendances fauvistes ou futuristes et montrent ainsi une certaine proximité avec les évolutions de l'art français, tout en s'éloignant le plus souvent du pathos agressif et violant les tabous des artistes de Die Brücke  de Dresde. La période précédant immédiatement la Première Guerre mondiale est considérée comme le point culminant du groupe.

## Activités
En 1912, des représentants de "l'expressionnisme rhénan" exposent à l'exposition Sonderbund à Cologne. L'année suivante, Macke lance l'"Exposition des expressionnistes rhénans" à Bonn, qui réunit le cercle d'amis établi de longue date pour former un groupe d'artistes. L'objectif de Macke est de faire de la Rhénanie un centre artistique progressiste aux côtés de Berlin et de Munich, ce à quoi la création du terme est censée servir. 16 artistes sont représentés à l'exposition du 10 juillet au 10 août 1913 dans la maison d'édition de Friedrich Cohen (de). En septembre 1913, huit artistes sont représentés au premier Salon d'automne allemand à Berlin.
Le début de la Première Guerre mondiale en 1914 marque un tournant dans le développement de l'expressionnisme, car de nombreux artistes doivent faire leur service militaire, August Macke et Franz Seraph Henseler sont victimes de la guerre. À partir de 1919, quelques peintres rejoignent le groupe La Jeune Rhénanie.
Les archives de l'expressionnisme rhénan et une bibliothèque de référence se trouvent dans la maison August-Macke (de) à Bonn.

## Représentants du groupe
- Heinrich Campendonk
- Heinrich Maria Davringhausen
- Heinrich Dieckmann (de)
- Ernst Moritz Engert (de)
- Max Ernst
- Otto Feldmann (de)
- Franz Seraph Henseler (de)
- Franz M. Jansen
- Joseph Kölschbach (de)
- Hans Kruzwicki (de)
- Ulrich Leman (de)
- August Macke
- Helmuth Macke
- Heinz May
- Carlo Mense
- Heinrich Nauen
- Marie von Malachowski-Nauen (de)
- Walter Ophey
- Paul Reinehr (de)
- Hermann Schmitz (de)
- Jean Paul Schmitz (de)
- Paul Adolf Seehaus (de)
- William Straube (de)
- Hans Thuar (de)
- Hans Vincenz
- Anton Wendling (de)
- Gustav Wiethüchter (de)